# Автошлях O1 (Туреччина)
Отойол 1 або Стамбульська внутрішня кільцева автострада або просто О-1 (тур. İstanbul 1. Çevre Yolu, Otoyol 1)— автострада в Стамбулі, Туреччина. О-1 одна з трьох автострад Стамбула, інші — О-2 та О-6, що також з'єднують фракійську та анатолійську частини міста через Перший Босфорський міст. 
О-1 має вісім смуг по чотири смуги в кожен бік. Вартість проїзду на цій автомагістралі стягується лише при перетині Першого Босфорського мосту, було відкрито в 1973 році. Довжина — 24 км. Після будівництва лінії метробуса, ділянка завдовжки 18 км не є де-факто автомагістралью, тільки ділянка завдовжки 5 км від бульвару Барбарос до Алтунізеда є нею.
| від Османіє до Кадикей        | від Османіє до Кадикей | від Османіє до Кадикей |
| ----------------------------- | ---------------------- | ---------------------- |
|                               | Османіє                | O-3 D-100              |
|                               | Топкапи                |                        |
|                               | вулиця Ватан           | Отойол 3               |
|                               | Едірнекапи             |                        |
|                               | Айвансарай             |                        |
| Галицький міст 995m           |                        |                        |
|                               | Галиджиоглу            |                        |
|                               | Окмейдани              | O-2 D-020              |
|                               | Чаглаян                |                        |
|                               | Меджидієкей            |                        |
|                               | Віадук Меджидієкей     | 890 m                  |
|                               | Барбарос               | O-2                    |
|                               | Початок автостради О-1 |                        |
|                               | Балмумджу              |                        |
|                               | Віадук Ортакей V408    | 411 m                  |
|                               | Віадук Ортакей мV409   | 362 m                  |
| Перший Босфорський міст 1560m |                        |                        |
|                               |                        |                        |
|                               | Бейлербеї              |                        |
|                               | Кінець О-1             |                        |
|                               | Алтунізаде             | Автошлях D 016         |
|                               | Аджибадем              |                        |
|                               | Чамлиджа               | Отойол 4               |
|                               | Узунчаїр               | D-100                  |
|                               | Гасанпаша              |                        |
|                               | Сейютлючешме           |                        |
|                               | Кадикей                |                        |